# Luszczowate

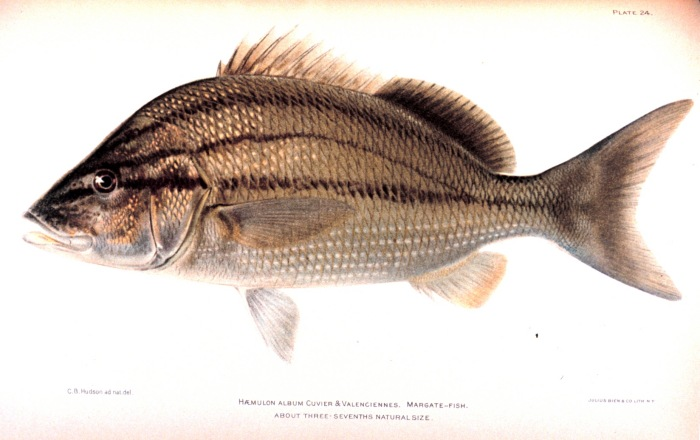
Haemulon album

Luszczowate (Haemulidae) – rodzina ryb okoniokształtnych. Poławiane jako ryby konsumpcyjne.
Występowanie: głównie Ocean Indyjski, Pacyfik oraz Atlantyk, występują przeważnie w wodach morskich, rzadziej w słonawych i słodkich.

## Cechy charakterystyczne
- ciało krępe
- mały otwór gębowy
- 9-14 promieni twardych i 11-26 miękkich w płetwie grzbietowej
- 3 promienie twarde i 6-18 miękkich w płetwie odbytowej
- osiągają do 60 cm długości

## Klasyfikacja
Rodzaje zaliczane do tej rodziny są zgrupowane w podrodzinach Haemulinae, Plectorhinchinae:
Anisotremus — Boridia — Brachydeuterus — Conodon — Diagramma — Emmelichthyops  — Genyatremus — Haemulon — Haemulopsis — Isacia — Microlepidotus — Orthopristis — Parakuhlia — Parapristipoma — Plectorhinchus — Pomadasys — Xenichthys — Xenistius — Xenocys